# Кинь-Грусть (Киев)
{{К объединению https://ru.wikipedia.org/wiki/%D0%9A%D0%B8%D0%BD%D1%8C-%D0%93%D1%80%D1%83%D1%81%D1%82%D1%8C_(%D0%BF%D0%B0%D1%80%D0%BA)}}{{|Кинь-Грусть}}

Кинь Грусть (укр. Кинь-Ґрусть) — историческая местность в Киеве.
Название связывают с событиями 1787 года, когда по дороге в Крым российская императрица Екатерина II и её фаворит, известный государственный деятель и военачальник Григорий Потемкин, остановились в Киеве. Поскольку местная власть приняла царицу не очень помпезно и не баловала фейерверками, решили компенсировать промах пикником на окраине города. На обширной поляне, обрамленной дубами, разбили шатры и устроили гулянье, длившееся несколько дней.
Однажды, согласно преданию, царица решила прогуляться вдоль прудов, коими изобиловала местность, взяв в попутчики Потемкина. Князь был не в духе после ночных пиров и мучился головной болью. Екатерина же чувствовала себя великолепно и с удовольствием любовалась красотой водоемов с плакучими ивами на берегах. Пытаясь как-то растормошить угрюмого спутника, она и сказала фразу, записанную придворными и вошедшую в историю Киева: «Григорий! Кинь грусть. Посмотри, какая красота кругом!»
Императрица не лгала: остатки того великолепия — поляны с трехсотлетними дубами — и сегодня впечатляют. Правда, для того чтобы они сохранились до наших дней, пришлось потрудиться многим позднейшим владельцам этой местности.
В числе владельцев было семейство Бобринских, ярким представителем которого был граф Алексей Бобринский, инициатор строительства первого на территории Украины сахарного завода в городе Смела, руководитель первой железной дороги, связавшей Киев с Балтой. За заслуги перед городом и государством он удостоился памятника, стоявшего там, где ныне восседает на коне Щорс.
В 60-х годах XIX века хозяином Кинь-Грусти стал Стефан Кульженко, работавший сперва в киевских типографиях, а потом создавший собственное издательство, считавшееся одним из лучших в Российской империи. С того времени и поныне местность получила второе название — «Дача Кульженко».
Стефан Васильевич был не просто владельцем типографии, а и проректором Киевского фотографического института, профессором Киевского художественного института. Как никто другой, он старался облагородить места, которыми владел. По его инициативе Кинь-Грусть была превращена в неподражаемый уголок природы. Тем самым он продолжил традиции прежних хозяев местности — генерала Бегичева (начало XIX века) и Лукашевичей (30-е годы того же века). А ещё раньше свой вклад в обустройство этой местности внесла и мать гетмана Ивана Мазепы, игуменья Вознесенского, Флоровского и Братского монастырейМария Магдалина. Ведь в 1659 году Кинь-Грусть и прилегающая к ней Приорка были переданы Братскому монастырю.
Много сделал для украшения природного ландшафта и Вильгельм Кристер, саксонец, который в 1850 году купил около 40 га местности, покрытой лесом, у князя Эстергази. Основал фирму «Садоводство и семенное хозяйство. В. Кристер», ставшую известной далеко за пределами Киева. Он развел великолепный сад с питомниками фруктовых деревьев, овощей и цветов. Уже в начале XX века фирма ежегодно продавала более 100 тысяч декоративных деревьев.
После смерти Кристера дело продолжили его сыновья Юлиус и Эдмунд. Сын Юлиуса Василий вместе с сыновьями Кульженко смогли уберечь эти места от разрушительных смерчей гражданской войны. И лишь в 20-е годы предприниматель был репрессирован, а его сад национализирован и превращен в садово-парковое хозяйство.
С 1925 года здесь была детская трудовая колония, где готовили из беспризорных детей специалистов по садоводству и огородничеству.
Кинь-Грусть просто усеяна памятниками природы. Поныне на территории близ лесничества и бывшей дачи Лазаренко сохранилось немало экзотов — две сосны Веймутова, четыре сибирские лиственницы высотой более 20 метров и более двух метров в обхвате. В бывшем парке Кристера растут голубые ели, тис ягодный, биота восточная, дубы болотный и северный. По улице Осиповского, 2-а находится легендарная 150-летняя «Ель Кристера», посаженная самим Вильгельмом. Вдоль ул. Кобзарской есть 150-летние сосны и огромная старая липа трехметрового диаметра, ствол которой разделяется на три полуметровой толщины ветви. Тут же, по ул. Осиповского, возле дома № 3 растет самый старый и самый большой дуб Киева. Ему около 700 лет, его высота более 30 метров, обхват ствола — пять с половиной метров. Под этим дубом любил отдыхать Вильгельм Кристер, а иногда и Тарас Григорьевич Шевченко, не раз бывавший у него в гостях.
Кстати, проживая в 1859 году на Приорке (ныне Вышгородская, 5), в доме, который принадлежал Варваре Матвеевне Пашковской (сестре украинской писательницы С. Лободы), Тарас Шевченко любил гулять в Кинь-Грусти. О чём С. Лобода и написала в своих воспоминаниях, опубликованных в журнале «Пчела» в 1875 году.
Новой площади, прилегающей к Кинь-Грусти, 40 лет назад было дано имя Тараса Шевченко, а улицам, проходящим по ней, — названия Кобзарская и Сошенко (фамилия художника, одного из друзей Шевченко).
Многие деревья 200—300-летнего возраста были уничтожены после войны, когда часть парка отдали под строительство частных домов.
В опасности находится и остальная часть парка. Территория предназначена к продаже. Кроме того, даже саму площадь Шевченко собираются перестраивать, возводить подземные и наземные торговые комплексы, расширять транспортную развязку. В середине 2007 года, на территории некогда принадлежавшей Кристеру, а позже ставшей так называемым «Садоводством» были уничтожены теплицы и начата стройка жилищного комплекса «Парковый Город»